# Chlorospatha dodsonii
Chlorospatha dodsonii là một loài thực vật có hoa trong họ Ráy (Araceae). Loài này được (G.S.Bunting) Madison mô tả khoa học đầu tiên năm 1981.